# Something Wild
Something Wild prvi je studijski album sastava Children of Bodom. Album je u studenom 1997. godine objavila diskografska kuća Spinefarm Records.
Album je snimam tijekom srpnja i kolovoza 1997. godine. Na albumu se trebalo nalaziti reizdanje pjesme Talking Of The Trees s demosnimke Shining, ali je na kraju odlučeno da se neće naći na albumu.

## Popis pjesama
1. "Deadnight Warrior" - 3:21
2. "In The Shadows" - 6:01
3. "Red Light In My Eyes, pt 1" - 4:27
4. "Red Light In My Eyes, pt 2" - 3:49
5. "Lake Bodom" - 4:02
6. "The Nail" - 6:16
7. "Touch Like Angel Of Death" - 4:05

## Izvođači
- Alexi Laiho - vokal, gitara
- Alexander Kuoppala - gitara
- Henkka Blacksmith - bas-gitara
- Janne Warman - klavijature
- Jaska Raatikainen - bubnjevi